# Nor Karmiravan
Nor Karmiravan (in armeno Նոր Կարմիրավան?, in azero Papravənd) è una piccola comunità rurale del distretto di Ağdam, in Azerbaigian, fino al 2020 appartenente alla regione di Martakert nella repubblica di Artsakh (fino al 2017 denominata repubblica del Nagorno Karabakh).
Il paese nel 2005 contava poco meno di cinquanta abitanti e si trova nella parte pianeggiante orientale della regione non molto lontana dalla ex linea di contatto con l'Azerbaigian.